# Bogdan Bacanu

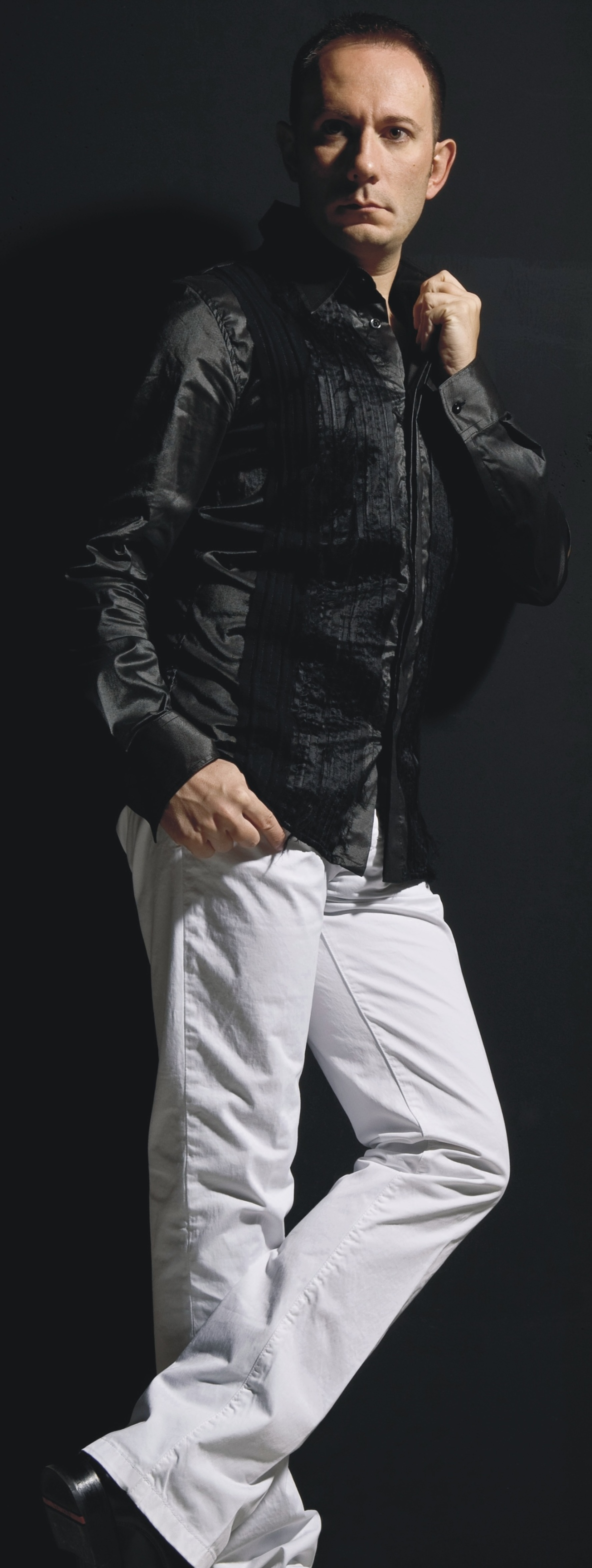
Bogdan Bacanu (2009)

Bogdan Bacanu (* 31. Juli 1975 in Bukarest, Rumänien) ist ein österreichischer Marimbaspieler. Seit 1998 ist er Professor für Marimba an der Anton Bruckner Privatuniversität Linz in Linz/Österreich.

## Karriere
Bacanu erhielt mit fünf Jahren erstmals Klavierunterricht in seiner Geburtsstadt Bukarest und war mit 13 Jahren Schlagzeuger bei den Bukarester Philharmonikern George Enescu. Bogdan Bacanu studierte Marimba an der Universität Mozarteum in seiner jetzigen Heimatstadt Salzburg, bei seinem Mentor Peter Sadlo.
Seitdem gibt Bogdan Bacanu Solokonzerte und Konzerte mit Orchester und Ensemble und tourte in vielen europäischen Ländern, Nordamerika, Asien und Australien. Er konzertierte mit namhaften Künstlern wie Keiko Abe, Gidon Kremer und Peter Sadlo, arbeitete u. a. mit den Dirigenten Dennis Russell Davies, Cristian Mandeal und Horia Andreescu und trat mit verschiedenen Orchestern auf, z. B. dem Stuttgarter Kammerorchester, Osaka Philharmonics, den Bukarester Philharmonikern.
Seit seinem 23. Lebensjahr ist er Lehrbeauftragter für Marimba an der Anton Bruckner Privatuniversität in Linz (Österreich).
Mit der japanischen Marimbaspielerin Momoko Kamiya verbindet ihn eine enge Partnerschaft bei Konzerten, Meisterkursen und CD-Aufnahmen.
Bei Musikfestivals wie The Biennal in Brisbane (Australien), dem Princeton Marimba Festival, dem Percussion Festival of Thessaloniki, dem Lockenhaus Music Festival, Voices of Percussion Wien, World Marimba Festival Osaka, 'les museiques' Festival Basel, Fest zur Festspieleröffnung Salzburg, 2. Internationalen Marimba Competition 2004 in Belgien, 2005 in Slowenien, International Percussion Competition PENDIM in Plowdiw / Bulgarien, Zeltsman Marimba Festival in den USA, International Marimba Festival in Tuxtla Gutiérrez, Mexiko wurde er mehrmals eingeladen.
Bogdan Bácanu ist Dozent bei der Internationalen Sommerakademie Mozarteum Salzburg, war Gastprofessor beim Zeltsman Marimba Festival in den USA, beim 4. International Marimba Festival 2004 in Tuxtla Gutiérrez, Mexiko und wurde weltweit von namhaften Universitäten und Festivals zu Meisterkursen eingeladen.
Als künstlerischer Leiter des Internationalen Marimba Festival Linz rief er einen regelmäßig wiederkehrenden, kulturellen Event ins Leben. Nach dem großen und fortwährenden Erfolg seines Festivals gründete er schließlich den Internationalen Marimbawettbewerb 2006 mit einer hochkarätigen Jury. Seit 2009 findet der Wettbewerb im Dreijahresrhythmus in Kooperation mit der Universität und Internationalen Sommerakademie Mozarteum in Salzburg statt.
Komponisten wie John Thrower (Kanada / Deutschland), Alexander Müllenbach (Luxemburg) und Emmanuel Séjourné (Frankreich) schrieben und widmeten ihm Werke und Konzerte, die er zum Teil auf seinen CDs veröffentlichte.
Bogdan Bacanu arrangiert die Kompositionen von Johann Sebastian Bach, so beispielsweise die Cembalokonzerte BWV 1060 bis BWV 1062, die er auf seiner CD mit The Wave Quartet, Peter Sadlo (Dirigent) und dem Barockorchester Salzburg Barock aufführte. Weitere Bearbeitungen von Bacanu wie die Chaconne aus der Partita d-Moll BWV 1004 und die Cembalokonzerte BWV 1052, 1054 und 1056 sind auf CD erschienen.

## Diskografie
- Lauda Concertata; Werke von Emmanuel Séjourné und Akira Ifukube erschienen bei Genuin Classics
- Loco; erschienen 2016 Genuin Classics
- Senza Ripieno; Werke von Johann Sebastian Bach, Gaspard le Roux und Johann Mattheson; erschienen 2011 bei Classic Concert Records
- Johann Sebastian Bach, BWV 1060, 1061, 1062; Konzerte für 2 Cembali bearbeitet für 4 Marimbas und Barockorchester; erscheint 2009 bei Classic Concert Records; Mitwirkende: Emiko Uchiyama, Vladimir Petrov, Christoph Sietzen, Peter Sadlo (Dirigent), Salzburg Barock (Orchester)
- Aurora Borealis; erschienen 2009 bei Classic Concert Records; Mitwirkende: Emiko Uchiyama, Vladimir Petrov, Christoph Sietzen
- True Colours; erschienen 2006 bei Classic Concert Records; Mitwirkende: Salzburg Solisten (Orchester), Ewald Donhoffer (Dirigent), John Thrower (Komponist)
- Rhythms Of Life; erschienen 2006 bei Classic Concert Records; Mitwirkende: Momoko Kamiya (Marimba), John Thrower (Komponist, Dirigent), Salzburg Solisten (Orchester), Kassandra Dimopoulou (Soprano)
- Marimba Concertos; erschienen 2005 bei Classic Concert Records; Mitwirkende: Katarzyna Myćka (Marimba), Radio Symphonie Orchester Bukarest / Rumänien
- Marimba d’Amore; erschienen 2004 bei Classic Concert Records; Solo-CD